# Hydraulická ruka

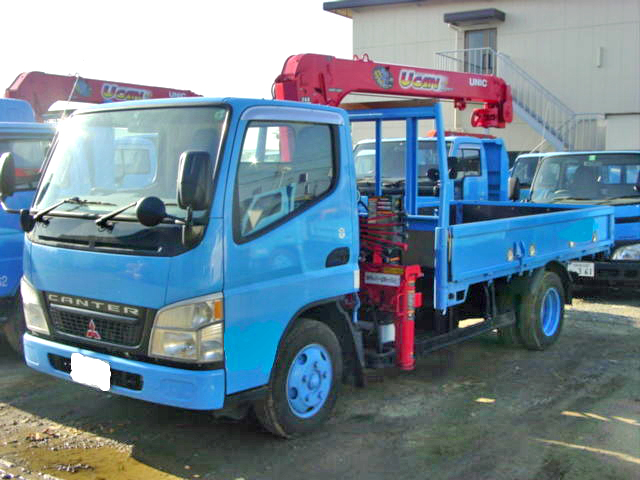
Nákladní automobil s hydraulickou rukou

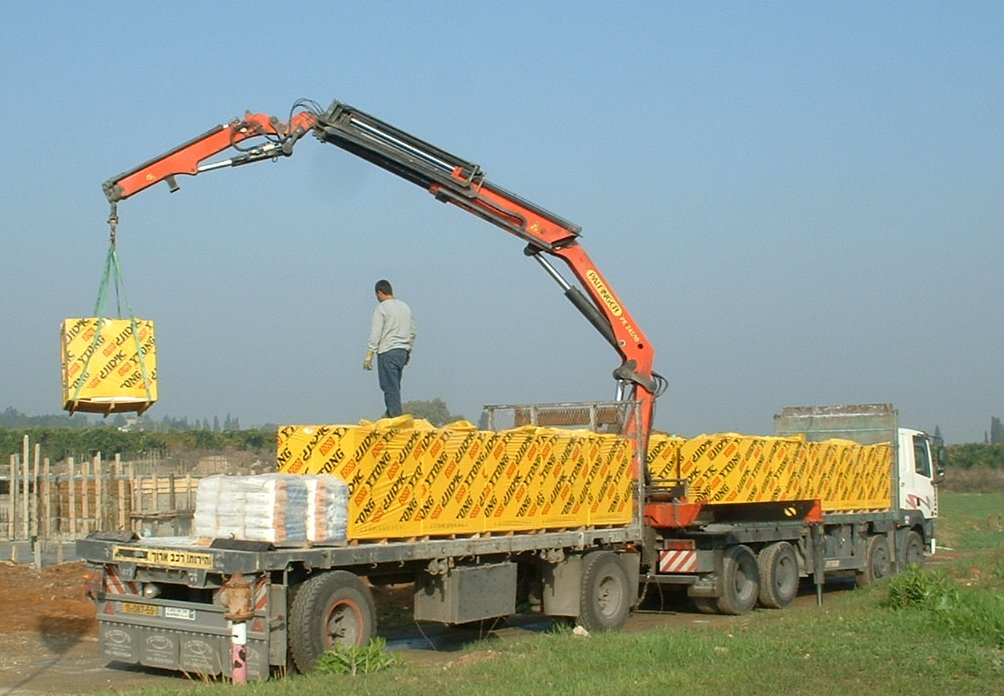
Valníkový automobil s hydraulickou rukou montovanou za korbou pro možnost nakládání přívěsu

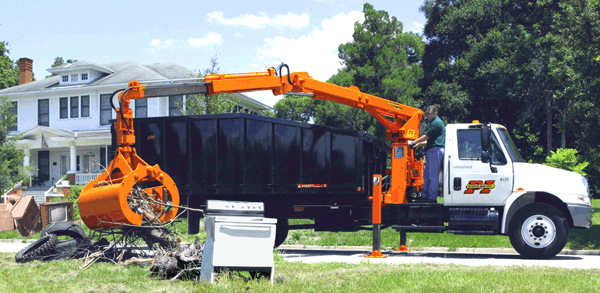
Nákladní automobil s hydraulickou rukou vybavenou drapákem pro nakládání odpadu

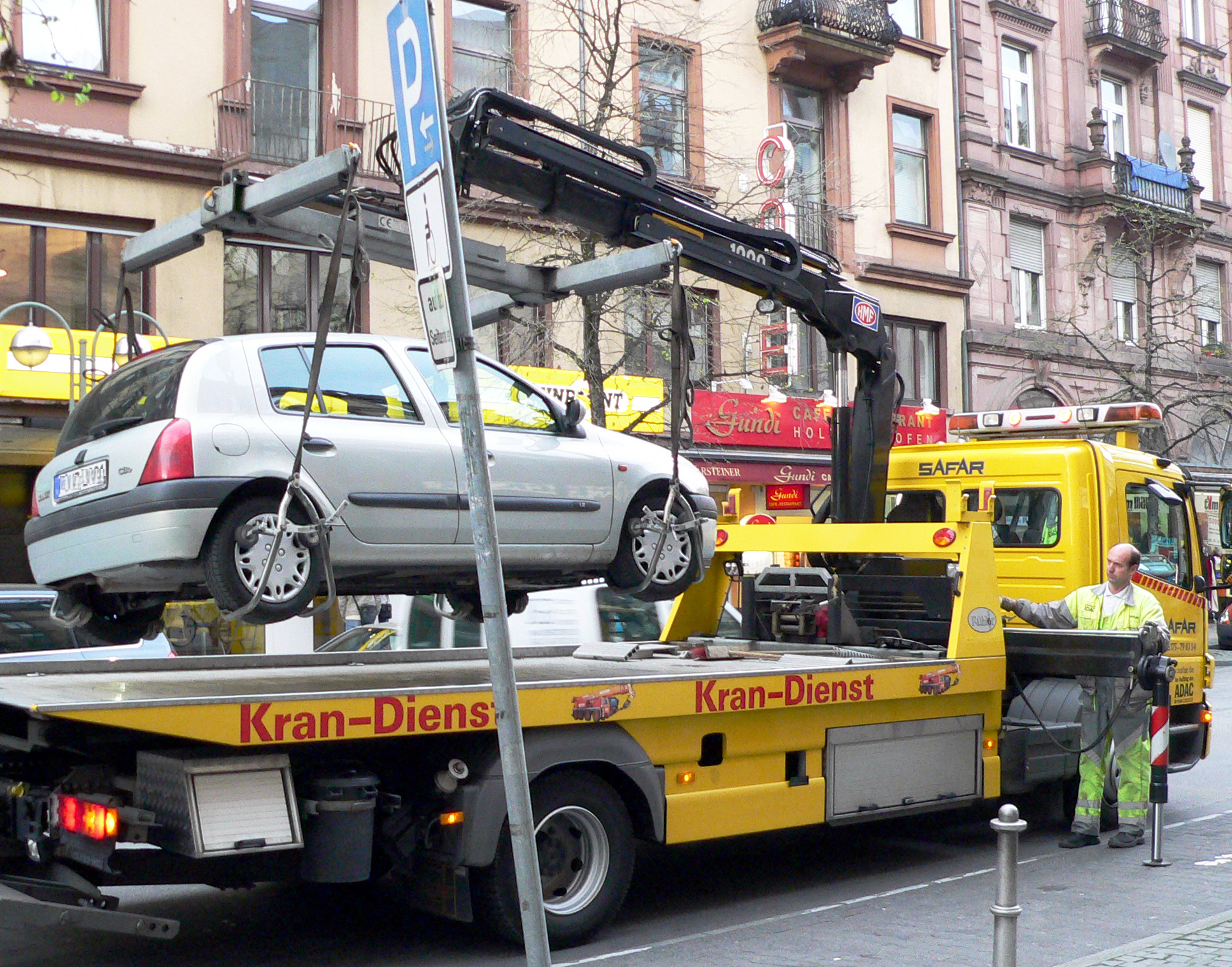
Odtahové vozidlo s hydraulickým jeřábem

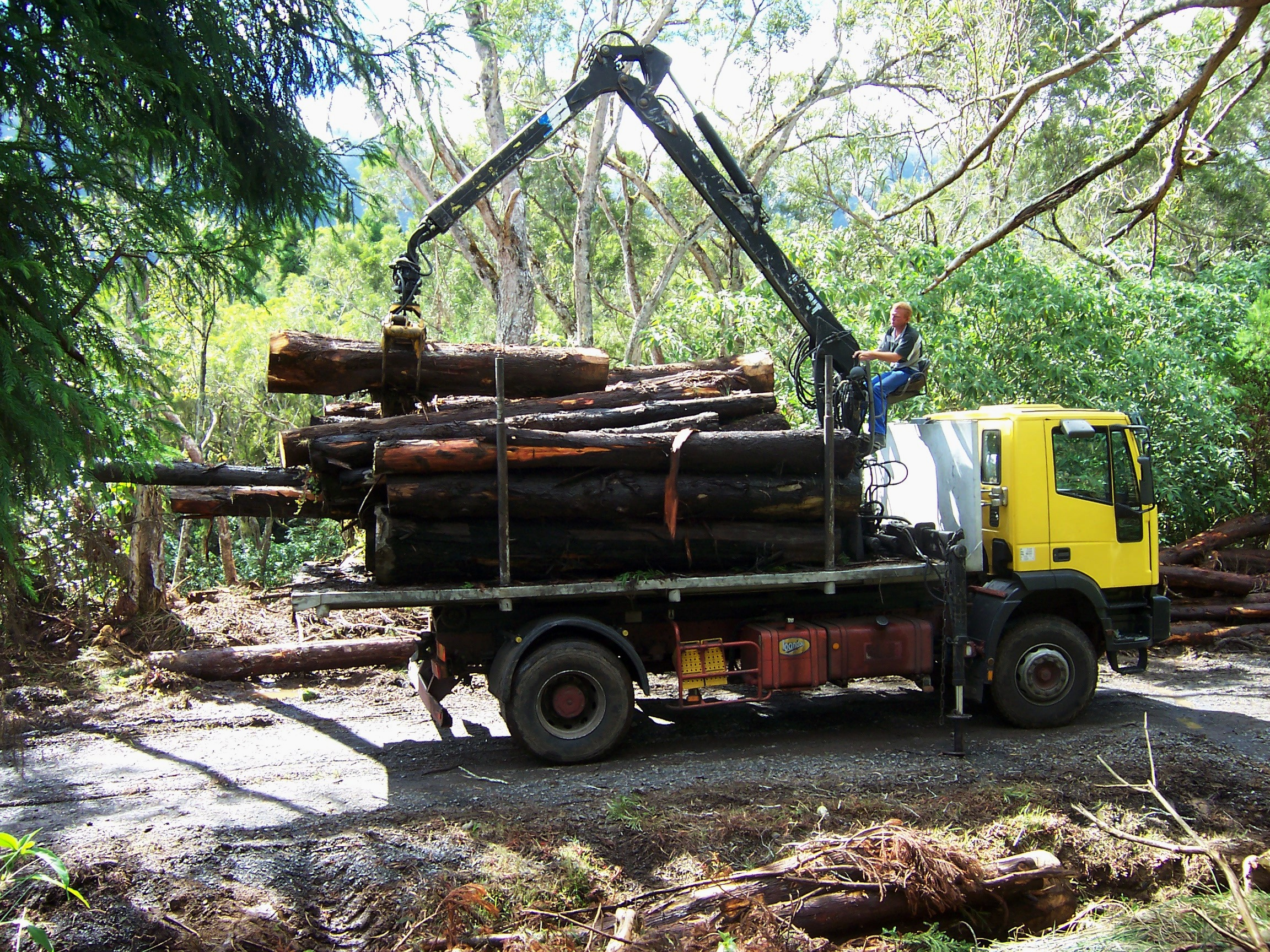
Nákladní automobil s oplenovou nástavbou a hydraulickou rukou pro nakládání kmenů

Hydraulická ruka (také hydraulický jeřáb nebo nakládací jeřáb) je typ jeřábu montovaný jako dodatečná výbava na nákladní automobil. Veškeré pohyby tohoto jeřábu jsou ovládány hydraulickými válci. Stroj nemá žádná lana, kladky, navijáky, běžné u ostatních typů jeřábů. Zdrojem hydraulické kapaliny je hydraulické čerpadlo poháněné od dodatečného vývodu z převodovky automobilu. Hydraulická ruka slouží k naložení a vyložení automobilu, na který je montována. Neslouží k přemísťování materiálu po ploše mimo vozidlo.

## Umístění hydraulické ruky na vozidle
Standardní umístění je přímo na rám vozidla, mezi kabinu řidiče a nástavbu (valníkovou, sklápěcí, nosič kontejnerů). To je výhodné také proto, že právě zde je většinou převodovka. Méně často je hydraulická ruka montována na prodlouženém rámu vozidla za zadním čelem. Takto umístěná hydraulická ruka umožňuje nakládat a vykládat také přívěs. Vozidla osazená hydraulickou rukou s vyšší nosností jsou často vybavena výsuvnými opěrami, které stabilizují vozidlo při práci hydraulické ruky a chrání rám i pneumatiky před přetížením. Systém je obdobný jako u autojeřábu, vysouvání opěr zajišťuje také hydraulika.

## Příbuzné typy zařízení
Odtahové vozidlo - pro odvoz osobních automobilů se používá hydraulická ruka, která má místo háku rám se závěsy pro zdvihnutí osobního automobilu na plošinu odtahovky. Takto lze "vytáhnout" z řady zaparkovaných vozidel jediné. Před nebo za vozidlem není potřeba příliš prostoru. Způsob je navíc šetrný k vozům zaparkovaným se zařazenou rychlostí.
Drapák - pro nakládání kovového odpadu, stavební suti nebo i kmenů při těžbě dřeva se používá hydraulická ruka zakončená místo háku drapákem.
Pro údržbu silniční zeleně v zelených pásech podél vozovek pozemních komunikací se používají sekačky na různých typech pracovních (žacích) ramen: čelní a zadní ramenové sekačky, sekačky krajnic a příkopů, obsekávač sloupků atd.